# Théodore Gouvy

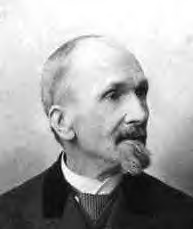
Théodore Gouvy

Louis Théodore Gouvy (* 3. Juli 1819 in Goffontaine, heute Saarbrücken-Schafbrücke; † 21. April 1898 in Leipzig) war ein deutsch-französischer Komponist der Romantik.

## Leben und Schaffen

### Familiärer Hintergrund
Théodore Gouvy wurde 1819 als jüngstes von vier Kindern einer wohlhabenden Familie von französischen Industriellen geboren. Seine Vorfahren stammten ursprünglich aus Belgien, sein Urgroßvater Pierre Joseph Gouvy (1715–1768) hatte sich jedoch im Saarland niedergelassen und 1751 östlich von Saarbrücken eine Eisenhütte gegründet, der er im Andenken an sein belgisches Heimatdorf bei Pepinster den Namen „Goffontaine“ gab. Théodores Vater Henry Gouvy führte diese Hütte bis zu seinem frühen Tod 1829 weiter, anschließend zog Théodores Mutter Caroline mit ihren Söhnen zu Verwandten nach Metz.

### Studium und Aufenthalt in Rom
Gouvy studierte ab 1836 zunächst in Paris Jura. Da sein Geburtsort Goffontaine vier Jahre vor seiner Geburt aufgrund des zweiten Pariser Friedens an Preußen gefallen war, besaß er jedoch die französische Staatsbürgerschaft nicht. Nachdem ihm aus diesem Grund die Zulassung zum Examen verweigert worden war, brach er das Studium 1839 ab. Um eine Einbürgerung Gouvys hatte seine Mutter sich schon 1834 bemüht, sie setzte nach französischem Recht jedoch einen zehnjährigen Aufenthalt in Frankreich voraus. Als der Antrag schließlich Erfolg hatte, war Gouvy bereits 32 Jahre alt.
Während des Studiums beschloss Gouvy, Musiker zu werden, mangels französischer Staatsbürgerschaft blieb ihm jedoch der Zugang zum Conservatoire de Paris verwehrt. Er war daher gezwungen, Privatunterricht zu nehmen, unter anderen bei Antoine Elwart und Pierre Zimmermann, die zu jener Zeit Professoren am Konservatorium waren. Erste Lehrstücke entstanden 1841, zwei Jahre darauf folgten zwei Etüden für Klavier, die als Gouvys Opus 1 gezählt werden und 2002 neu aufgelegt wurden.
Während eines Auslandsaufenthalts in Rom 1844 war Gouvy Mitglied eines Künstlerkreises um Eduard Franck, Karl Anton Eckert und Niels Wilhelm Gade. Nach seiner Rückkehr nach Paris war er mit dem Pianisten Karl Halle befreundet und lernte über diesen unter anderen Frédéric Chopin und Hector Berlioz kennen.

### Erste Schaffensphase: Instrumentalmusik
In seiner ersten Schaffensphase konzentrierte Gouvy sich auf Instrumentalmusik: Er schuf einen beträchtlichen Katalog an Kammermusik und eine Reihe von Sinfonien. Seine erste Sinfonie op. 9 wurde 1847 in Paris uraufgeführt und von der Kritik positiv aufgenommen, im selben Jahr zählte die Gazette musicale Gouvy bereits zu den wichtigsten zeitgenössischen französischen Komponisten von Instrumentalmusik. Gouvy pflegte eine lebhafte Korrespondenz mit französischen und deutschen Kollegen, darunter Camille Saint-Saëns, Théodore Dubois, Franz Liszt, Ferdinand Hiller und Johannes Brahms.
Dennoch hatte Gouvy es beim Pariser Publikum schwer und konnte viele seiner Werke deshalb nur auf eigene Kosten aufführen. Er bekam allerdings wiederholt die Gelegenheit, in Deutschland aufzutreten, und wurde dort wärmer aufgenommen. Die Allgemeine deutsche Zeitung bezeichnete Gouvy als gebürtigen Franzosen, der es verstehe, deutschen Ernst mit der Eleganz seines Vaterlandes zu verbinden.
Im Journal des Débats äußerte sich Berlioz 1851 wohlwollend über Gouvy:
| « Qu’un musicien de l’importance de M. Gouvy soit encore si peu connu à Paris, et que tant de moucherons importunent le public de leur obstiné bourdonnement, c’est de quoi confondre et indigner les esprits naïfs qui croient encore à la raison et à la justice de nos mœurs musicales. » |  | „Dass ein Musiker vom Rang des Herrn Gouvy in Paris noch so wenig bekannt ist, während Schwärme von Mücken das Publikum mit ihrem hartnäckigen Gesumm belästigen, das muss die naiven Geister verblüffen und empören, die noch an den Verstand und die Gerechtigkeit unserer musikalischen Sitten glauben.“ |

1862 beugte Gouvy sich den Erwartungen der Pariser Musikwelt, die zu jener Zeit von der italienischen Oper geprägt war, indem er die Arbeit an seiner ersten Oper aufnahm, Der Cid. Nachdem er sie 1863 abgeschlossen hatte, fand er jedoch erst 1864 mit dem Sächsischen Hoftheater eine Bühne, die sich für das Werk interessierte. Der bekannte Tenor Ludwig Schnorr von Carolsfeld war für die Hauptrolle vorgesehen, verlangte jedoch zahlreiche Änderungen, die Gouvy dazu zwangen, ein ganzes Jahr in Dresden zu verbringen. Noch vor der schließlich für Oktober 1865 geplanten Premiere verstarb Schnorr von Carolsfeld früh und überraschend, die Oper wurde daraufhin zurückgezogen und kam erst im Juni 2011 am Saarländischen Staatstheater zur Uraufführung, unter der musikalischen Leitung von Arthur Fagen.
Allgemeine Anerkennung fand Gouvy in Paris erst spät: So führte 1868 die Société des Concerts du Conservatoire seine Werke auf. 1873 wurde er in den Ausschuss der Société Nationale de Musique gewählt, weitere Ehrungen folgten. Dennoch war Gouvy über den lange ausgebliebenen Erfolg seiner Musik enttäuscht und lehnte daher 1875 aus gekränktem Stolz den Prix Chartier für das beste Streichquartett ab.

### Zweite Schaffensphase: Chormusik

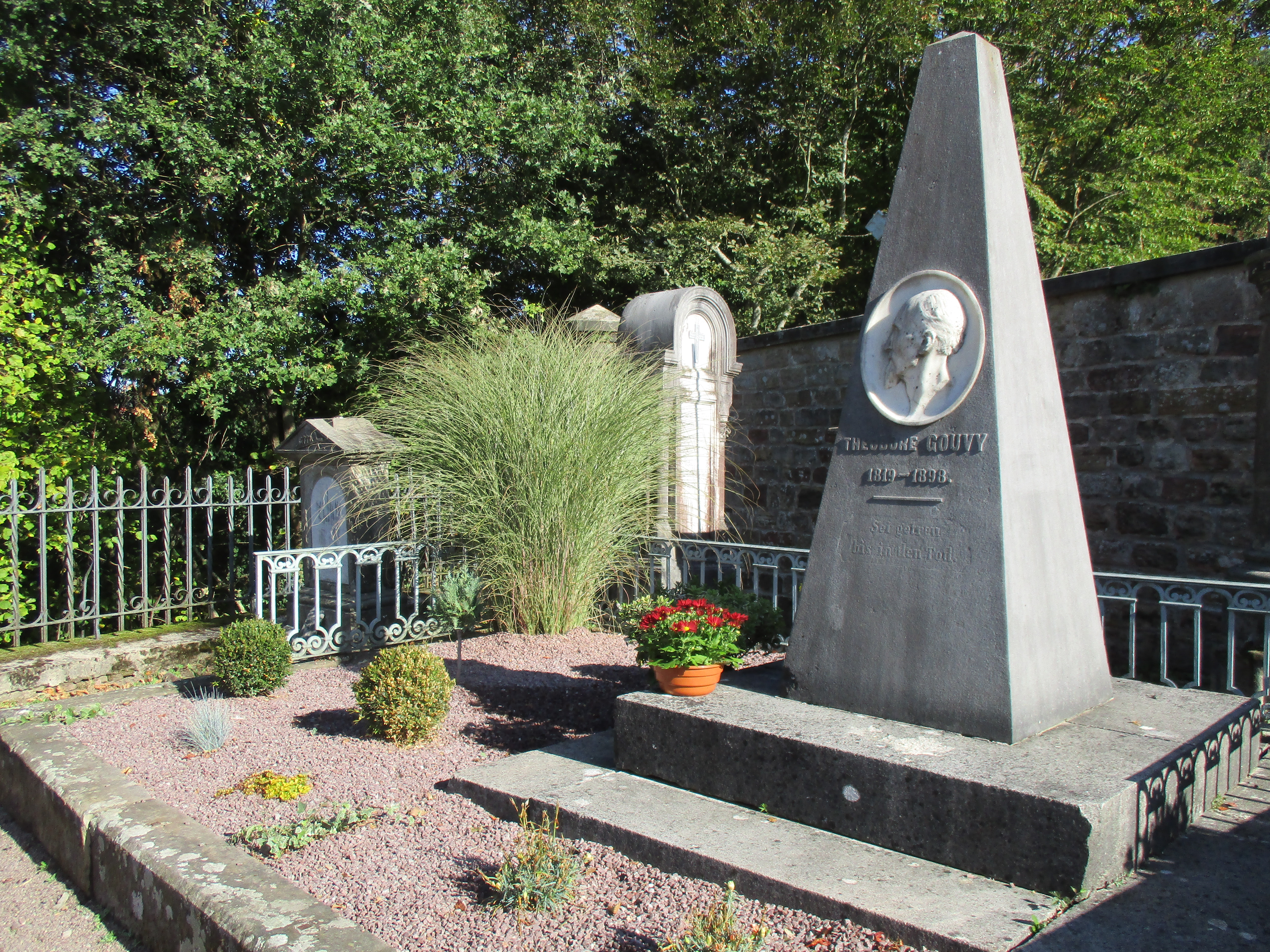
Grab von Théodore Gouvy in Hombourg-Haut/Oberhomburg, Lothringen

Nach dem Tod seiner Mutter 1868 zog Gouvy nach Hombourg-Haut/Oberhomburg in die Villa seines Bruders Alexandre und dessen Frau Henriette, die Gouvys Werk schätzte und seine Arbeit förderte. Musikalisch fand diese Freundschaft unter anderem in zahlreichen Klavierwerken für vier Hände Niederschlag. Alexandre ermöglichte es seiner Frau und seinem Bruder, die Zeit des Deutsch-Französischen Kriegs im sicheren Schweizer Exil zu verbringen. Nach dem Frankfurter Frieden von 1871 fiel schließlich auch Hombourg-Haut/Oberhomburg an das Deutsche Reich.
Gouvy konzentrierte sich nun auf Chorwerke. Er begann 1874 mit einem Requiem, das als eines seiner bedeutendsten Werke gilt. Es folgten ein Stabat mater (1875), eine Missa brevis (1882) sowie verschiedene weltliche Kantaten (1881–1894). Da es zu jener Zeit in Frankreich kaum Möglichkeiten gab, derartige Werke aufzuführen, verlagerte Gouvy sein Wirken schließlich ganz auf die großen Städte Deutschlands – insbesondere seine weltlichen Chorwerke konnte er während der 1880er- und 90er-Jahre wiederholt aufführen und gastierte damit in Leipzig, Wiesbaden, Duisburg, Halle, Frankfurt am Main und Frankfurt (Oder). Nach Paris kehrte er 1889 anlässlich der Weltausstellung zum letzten Mal zurück. Gouvy starb auf einer seiner Konzertreisen 1898 in Leipzig an den Folgen eines Herzinfarkts, begraben wurde er in Hombourg-Haut/Oberhomburg.

## Vergessenheit und Wiederentdeckung
Zu Lebzeiten wurde Gouvy erst zögerlich Anerkennung zuteil; nach seinem Tod wurde sein Werk ein Jahrhundert lang fast vollständig vergessen. Als Grund hierfür wird häufig Gouvys Stellung zwischen den beiden Kulturen angeführt, zu einer Zeit großer Spannungen zwischen Deutschland und Frankreich. Darüber hinaus trafen Gouvys musikalische Interessen nicht den Geschmack des Pariser Publikums, das zu jener Zeit gegenüber Instrumentalmusik generell wenig aufgeschlossen war. Als Édouard Lalo ab den 1870er-Jahren dann erste Erfolge auf diesem Gebiet feierte, hatte Gouvy sich bereits der Chormusik zugewandt.

### Stil und Würdigung
Kritiker sprechen allerdings auch davon, dass es Gouvy bei allem handwerklichen Geschick an Originalität gemangelt und dass er in Stil und Form nicht nach neuen Wegen gesucht habe. Gouvys instrumentales Schaffen folgt ganz der Idee der absoluten Musik, während viele seiner Zeitgenossen sich der Programmmusik und sinfonischen Dichtung zuwandten. Er pflegte einen klassischen Stil und nannte Joseph Haydn, Ludwig van Beethoven und Robert Schumann als Vorbilder. Darüber hinaus hatte Gouvy das Werk von Felix Mendelssohn Bartholdy studiert, und es wurde ihm vorgeworfen, er habe sich stilistisch nicht genügend von diesem emanzipiert.
Bei manchen zeitgenössischen Kritikern mag auch Neid auf den materiellen Wohlstand seiner Familie eine Rolle gespielt haben, der es Gouvy ermöglichte, unabhängig vom finanziellen Erfolg seiner Werke seinen kompositorischen Interessen zu folgen. Bis heute hat sich die Einschätzung gehalten, dass Gouvy ein umfangreiches Werk „meisterhaft gearbeiteter“ und „schöner“ Musik hinterlassen habe, aufgrund seines wenig innovativen Stils jedoch nicht zu den „epochemachenden Meistern“ zu zählen sei. Allerdings gibt es auch die Auffassung, dass sein im Frankreich seiner Zeit weitgehend singuläres sinfonisches Schaffen noch nicht angemessen gewürdigt werde.

### Das Institut Théodore Gouvy
Im Jahr 1995 wurde in der ehemaligen Villa Alexandre Gouvys in Hombourg-Haut/Oberhomburg das private Institut de Louis Théodore Gouvy gegründet. Es betrachtet Gouvys Werk als wichtigen Teil der kulturellen Identität des Saarlandes und Lothringens, bereitet derzeit eine Neuauflage seines Werks vor und hat wesentlich zur Neuentdeckung des Komponisten beigetragen.
Seit 1995 findet jährlich in Hombourg-Haut das Festival International Théodore Gouvy statt.
In Dresden existiert die Theodore Gouvy Gesellschaft e. V., deren Vokalensemble 2013–2015 in der Semperoper bei der Oper „Der Fliegende Holländer“ eingesetzt wurde. Es steht unter der Leitung des Dirigenten Vincent Borrits.

## Werke
Das heute meistgespielte Werk Gouvys ist sein Requiem op. 70, das 1994 in Paris zum ersten Mal seit über 100 Jahren wieder aufgeführt wurde. Auch einige Kammermusikwerke, die vierhändige Klaviermusik sowie die Sinfonietta beginnen, sich wieder größerer Popularität zu erfreuen.
Opern
- Der Cid[9]
- Mateo Falcone.

Sinfonien
- 1. Sinfonie Es-Dur op. 9 (1845)
- 2. Sinfonie F-Dur op. 12 (1848–1849)
- 3. Sinfonie C-Dur op. 20 (1850–1852)
- 4. Sinfonie d-Moll op. 25 (1854, neu instrumentiert 1866)
- 5. Sinfonie B-Dur op. 30 (1865)
- 6. Sinfonie g-Moll op. 87 (1892–1893)
- Eine verlorene, eine kurze Sinfonie sowie eine Sinfonietta (1885)

Sonstige Orchesterwerke
- Le dernier hymne d'Ossian. Ossians letzter Gesang. Scène lyrique pour voix de basse avec orchestra, op. 15
- Hymne et marche dans la forme d'une ouverture, op. 35
- Octet für Flöte, Oboe, zwei Klarinetten, zwei Hörner und zwei Fagotte, op. 71
- Paraphrases symphoniques, op. 90
- Le Festival (Ouvertüre)
- 4 Pieces for String Orchestra
- Swedish Dance, op. 71
- Tragic March for organ and orchestra
- Variations for Orchestra on Theme of Scandinavia
- Fantaisie Pastorale für Violine und Orchester
- Hymne et marche triomphale

Kammermusik (Auswahl)
- Vier Duosonaten, fünf Trios, elf Quartette, sieben Quintette

Klaviermusik
- Umfangreiches Werk für Klavier, für zwei Klaviere
- Werke zu vier Händen: Sonate d-Moll, op. 36, für Klavier zu 4 Händen

Chorwerke (Auswahl)
- A-cappella-Chorwerke
- Le Printemps (Frühlings Erwachen) Op．73 (1878)

Geistliche Werke
- Requiem (1874)
- Stabat mater (1875)
- Missa brevis (1882)

Lieder (Auswahl)
- 40 Lieder nach Gedichten von Ronsard (1876)
- 6 Lieder nach Moritz Hartmann Op．21 (1857)
- 20 German Poems Op．26

Kantaten
- Golgotha
- sechs dramatische Kantaten: Aslega (1876, 1892), Ödipus auf Kolonos (1881), Iphigenie auf Tauris (1882), Egille (1886), Elektra (1892) und Polyxena (1894)

## Diskografie
- Symphonie Nr. 3 C-Dur op. 20; Symphonie Nr. 5 B-Dur op. 30 (cpo 2007: Deutsche Radio Philharmonie Saarbrücken Kaiserslautern, Jacques Mercier)
- Symphonie Nr. 6 g-Moll op. 87; Sinfonietta D-Dur op. 80 (cpo 2007: Deutsche Radio Philharmonie Saarbrücken Kaiserslautern, Jacques Mercier)
- Symphonie Nr. 1 Es-Dur op. 9; Symphonie Nr. 2 F-Dur op. 12 (cpo 2008: Deutsche Radio Philharmonie Saarbrücken Kaiserslautern, Jacques Mercier)
- Symphonie Nr. 4 d-Moll op. 25; Fantaisie symphonique; Symphonie brève op. 58 (cpo 2009: Deutsche Radio Philharmonie Saarbrücken Kaiserslautern, Jacques Mercier)
- Klaviertrios Nr. 2 & 3 (orfeo 1997)
- Lieder (6 Poesies allemandes de Moritz Hartmann; La Pleiade francaise op. 48 Nr. 3, 5, 9; Poesies de Pierre de Ronsard (Auszug)), orfeo 1997
- Iphigénie en Tauride. Dramatische Szene für Soli, Chor + Orchester, op. 7. Christine Maschler, Sopran – Iphigénie; Vinzenz Haab, Bariton – Orest; Benjamin Hulett, Tenor – Pylades; Ekkehard Abele, Bass – Thoas; Kantorei Saarlouis, La Grande Société Philharmonique, Joachim Fontaine (cpo 2006)
- Oedipe à Colone. Dramatisches Oratorium für Soli, Chor + Orchester, op. 75 (cpo 2013; Christa Ratzenböck, Sopran – Antigone; Vinzenz Haab, Bariton – Oedipus; Joseph Cornwall, Tenor – Polyneikes; Stephen Roberts, Bariton – Theseus; Kantorei Saarlouis, La Grande Société Philharmonique, Joachim Fontaine)
- Requiem für Soli, Chor + Orchester, op. 70; Eveil du printemps. Kantate für Singstimme, Männerchor + Orchester, op.73 (Frühlings Erwachen) Requiem: Sheri Greenawald, Sopran, Elsa Maurus, Mezzosopran, Gérard Garino, Tenor, Manfred Hemm, Bass, Schola cantorum, Wien Philharmonie de Lorraine Jacques Houtmann; Eveil du printemps: Sheri Greenawald, Sopran Chœur d'hommes de Hombourg-Haut Philharmonie de Lorraine Jacques Houtmann K617 CD K 617046
- Stabat mater, Cantate Egill. Stabat Mater: Inva Mula, Sopran; Sophie Pondjiclis, Mezzosopran; Huw Rhys-Evans, Tenor; Evangelische Kantorei Saarlouis, Philharmonie de Lorraine, Olivier Holt; Cantate Egill: Huw Rhys-Evans, Tenor; Thierry Félix, Bariton; Chœur d’Hommes Hombourg-Haut, Philharmonie de Lorraine, Olivier Holt. K617, CD K617067
- Sérénades for flute and strings: Serenade für Flöte, Streichquartett und Kontrabass d-moll; Serenade für Flöte, Streichquartett und Kontrabass Nr.1 G-dur, op. 82; Serenade für Flöte, Streichquartett und Kontrabass Nr.2 F-dur, op.84. Markus Brönnimann, Flöte; Kreisler Quartett; Ilka Emmert, Kontrabass. Danse suédoise für Flöte und Klavier, Introduction et polonaise für Flöte und Klavier: Markus Brönnimann, Flöte; Michael Kleiser, Klavier. Toccata Classics, CD TOCC 0185
- Musique de chambre pour vents: Septett für Flöte, 2 Oboen, 2 Klarinetten und 2 Fagotte; Oktett für Flöte, Oboe, 2 Klarinetten, 2 Fagotte und 2 Hörner; Petite suite gauloise für Flöte, 2 Oboen, 2 Klarinetten, 2 Hörner und 2 Fagotte, op. 90. Les Solistes de Prades. K617, CD K617160
- Streichquintett „Quintette à deux violoncelles“ N° 6: Quintette Denis Clavier; Klaviertrio Nr. 2 a-moll, op. 18: Mitglieder des Quintette Denis Clavier; Anaël Bonnet, Klavier. K617, CD K617246
- Feuillets intimes de Hombourg-Haut. Klavierquintett, op. 24: Quatuor Denis Clavier; Dimitris Saroglou, Klavier. Lieder: À qui m’avez-vous donné? (Philippe Desportes), Des beaux yeux de ma Diane (Desportes), Que dites-vous, que faites-vous, Mignonne? (Pierre de Ronsard), Regrets (Desportes), Rosette (Ronsard), Vous ne voulez pas (Desportes): Cyrille Gerstenhaber, Sopran; Hélène Lucas, Klavier. Streichquartett, op. 68: Quatuor Denis Clavier. K617, CD 054
- Louis Théodore Gouvy: Klaviermusik vierhändig. Duo Tal & Groethuysen Sony CD SK 53110 – Preis der Deutschen Schallplattenkritik 1994
- Théodore Gouvy: Kantaten, sinfonische Werke, Kammermusik. Palazzetto Bru Zane 2014, ISBN 978-84-939686-7-0

## Auszeichnungen
- 1873 Komitee-Mitglied der Société nationale de musique
- 1875 Jury-Mitglied der Société des compositeurs
- 1894 korrespondierendes Mitglied der Académie des Beaux-Arts
- 1895 Mitglied der Preußischen Akademie der Künste
- 1896 Ritter der französischen Ehrenlegion

### Informationen zu Biographie und Werk
- Werke von und über Théodore Gouvy in der Deutschen Digitalen Bibliothek
- Gouvy Louis Théodore in der Datenbank Saarland Biografien
- Biografie, Werkkatalog und Bibliografie bei La Gazette musicale (französisch)
- Homepage des Institut Gouvy (französisch)
- Literatur über Louis Théodore Gouvy in der Saarländischen Bibliographie
- Gouvy. In: Meyers Großes Konversations-Lexikon. 6. Auflage. Band 8: Glashütte–Hautflügler. Bibliographisches Institut, Leipzig / Wien 1907, S. 189–190 (zeno.org).

### Noten und Hörbeispiele
- Biografischer Abriss und Hörbeispiele aus dem Streichquartett Nr. 5, Streichquintett Op. 55, Klaviertrios Nr.2, Op. 18 und Nr.3, Op. 19, sowie Klavierquintett, Op. 24 bei der Edition Silvertrust (englisch)
- Noten und Audiodateien von Théodore Gouvy im International Music Score Library Project